# Jesse Flores (attrice pornografica)
Jesse Flores (Norco, 20 gennaio 1981) è un'attrice pornografica statunitense, vincitrice del premio XBIZ come miglior attrice transessuale dell'anno 2012.

## Riconoscimenti
- 2010: AVN Awards nominee — “Transsexual Performer of the Year”
- 2011: AVN Awards nominee — “Transsexual Performer of the Year”
- 2011: Tranny Awards nominee — “Best Hardcore Model”
- 2011: Tranny Awards nominee — “Best Hardcore Performer”
- 2012: Transgender Erotica Awards winner — “Best Solo Website”
- 2012: XBIZ Awards winner — “Transsexual Performer of the Year”
- 2012: AVN Awards nominee — “Transsexual Performer of the Year”
- 2012: Tranny Awards nominee — “Best Solo Model”
- 2012: Tranny Awards nominee — “Best Hardcore Model”
- 2013: The Fanny Awards nominee — “Transsexual Performer of the Year”
- 2013: Tranny Awards nominee — “Best Solo Website“
- "2014: XBIZ Awards nominee — “Transsexual Performer of the Year”
- 2014: The Fanny Awards nominee — “Transsexual Performer of the Year”
- 2014: AVN Awards nominee — “Transsexual Performer of the Year”
- 2015: Transgender Erotica Awards nominee — “Best Solo Website“
- 2016: AVN Awards nominee — “Favourite Transsexual Performer (Fan Award)”